# 玫瑰拱门

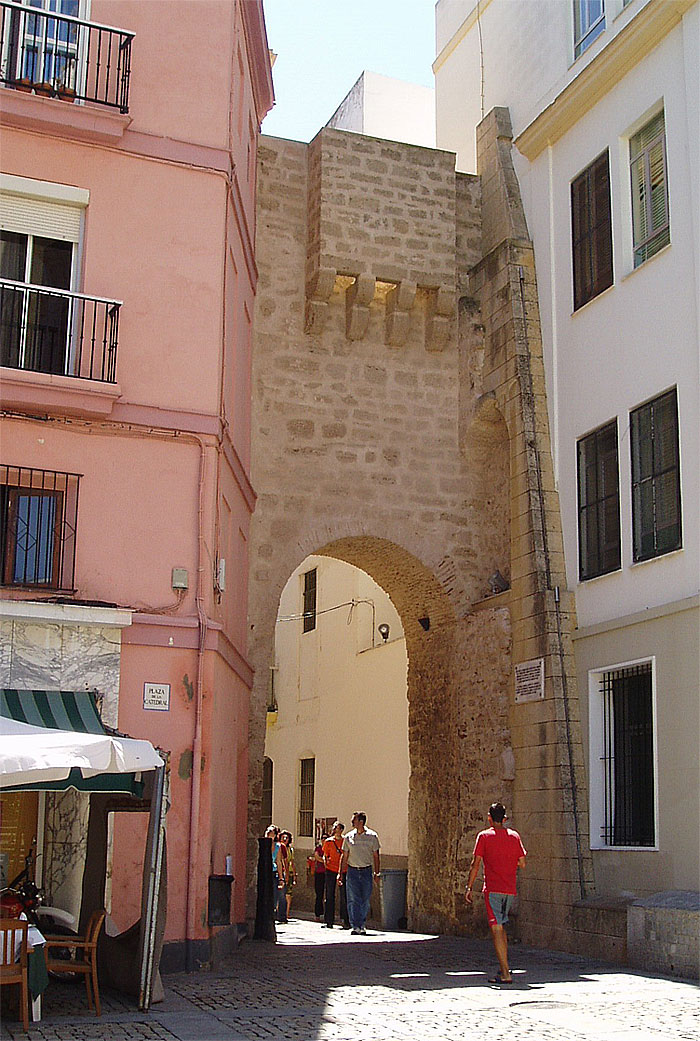

玫瑰拱门（西班牙語：Arco de la Rosa）是西班牙安达卢西亚加的斯中世纪城墙古老的西城门，目前位于庇护十二广场（plaza de Pío XII），毗邻加的斯主教座堂。城墙建于13世纪阿方索十世时期。已公布为西班牙文化财产。